# Kaganaias
Kaganaias (що означає «водна німфа каги») — це вимерлий рід корінних і найдавніших доліхозаврів, які мешкали в Японії в період ранньої крейди. Каганай був напівводним і є єдиним відомим водним лускатим, відомим до сеноманського періоду крейди. Він також є першим, знайденим у внутрішніх районах, а не на узбережжі, де зазвичай зустрічаються водні лускоподібні. Його родова назва походить від провінції Кага, старої назви префектури Ісікава, де були знайдені зразки, тоді як назва виду hakusanensis походить від гори, яка дала назву місту Хакусан поблизу місця знахідки. Геологічна формація, в якій були знайдені зразки, формація Кувадзіма, розташована вздовж річки Теторі та була місцем багатьох інших знахідок, включаючи молюсків, динозаврів, риб і птерозаврів.

## Опис
Каганай був малим (приблизно півметра завдовжки), спритним і мав довге тіло. Як і більшість його напівводних видів, Kaganaias мав зменшені кінцівки, щоб допомогти у своїй водній діяльності. Каганай відомий за двома примірниками; голотипний зразок є частковим скелетом, включаючи численні ребра, хребці та частини кінцівок і хвоста, тоді як вторинний зразок також мав додаткові ребра та частини черепа, зокрема частини верхньої щелепи. Тіло Каганая було довгим і широким у грудях, але переважно плоским. Попри класифікацію як ящірка, Каганая має численні змієподібні риси. Статевий диморфізм міг бути присутнім у виду, але це непевно через брак даних.
Каганаї жили в родючому внутрішньому болотистому регіоні Японії, можливо, великій заплаві, яка була покрита водою протягом більшої частини року. Майже напевно каганаї пересувалися у воді, подібно до змії, плаваючи, використовуючи для навігації свої короткі задні лапи. Ймовірно, каганаї харчувалися іншими дрібними хребетними або молюсками, які були знайдені в околицях, але це ще не підтверджено результатами дослідження фекальних скам'янілостей.